# Guadalupe (Río de Janeiro)
Guadalupe es un barrio de Río de Janeiro ubicado en la Zona Norte de la ciudad. 
Limita con los siguientes barrios: Anchieta, Barros Filho, Costa Barros, Deodoro, Honório Gurgel, Marechal Hermes y Ricardo de Albuquerque.

## Toponimia
Se cree que el nombre "Guadalupe" tiene origen árabe, derivado de la expresión wadi al-lub (وَادِي ٱلْلُّب), que significa "valle del lobo" o "río del lobo". Este origen está relacionado con el topónimo de una región en España, donde, en el siglo XIII, se construyó una importante abadía dedicada a la Virgen de Guadalupe. Además del origen árabe, existen otras interpretaciones etimológicas.

## Historia
El 9 de mayo de 1949, se inauguró en el barrio la Parroquia de Nuestra Señora de Guadalupe (en portugués: Paróquia de Nossa Senhora de Guadalupe).
Durante el segundo mandato del presidente Vargas (1951-1954), Darcy Vargas (esposa del presidente) habría sugerido el nombre del barrio en homenaje a la Nuestra Señora de Guadalupe.

## Administración
Guadalupe está bajo la administración de la Prefeitura da Cidade do Rio de Janeiro, Subprefeitura da Zona Norte y XXII Região Administrativa - Anchieta.
El barrio es parte de la Área de Planejamento 3 y Região de Planejamento 3.6 - Pavuna.